# Amsacta frederici
Amsacta frederici là một loài bướm đêm thuộc phân họ Arctiinae, họ Erebidae.